# Olof Rudbeck den yngste
Olof Rudbeck, född 8 december 1751 i Stockholm, död 23 mars 1777, var en svensk författare.

## Biografi
Olof Rudbeck föddes 1751, samma år som sin kusin Olof Peter Rotenburg Rudbeck som blev major. Han var sonson till Olof Rudbeck d.ä.. Fadern Johan Olof Rudbeck var bergsråd i Sachsen och Sverige, och han föddes i dennes första äktenskap med Eva Elisabeth Modée, vars morfar var Samuel Barck.
Olof Rudbeck den yngste arbetade som kanslist vid Riksarkivet och var medlem i det litterära sällskapet Utile Dulci. Han skrev bland annat den komiskt parodiska hjältedikten Boråsiaden (1776), som skämtsamt skildrar ett bondeupplopp i Västergötland på hexameter. Han skrev också några komiska dikter om Fredman i Bellmans efterföljd.